# Limanowa
Limanowa é um município da Polônia, na voivodia da Pequena Polônia e no condado de Limanowa. Estende-se por uma área de 18,7 km², com 15 124 habitantes, segundo os censos de 2016, com uma densidade de 808,8 hab/km².